# Rivière à Saumon
Pour les articles homonymes, voir Saumon (homonymie).
La rivière à Saumon est un affluent du lac Wapustagamau, coulant dans le territoire non organisé de Petit-Mécatina, dans la municipalité régionale de comté (MRC) du Le Golfe-du-Saint-Laurent, dans la région administrative de la Côte-Nord, dans la province de Québec, au Canada.

## Géographie
La rivière à Saumon coule généralement vers le sud-est entre la rivière Saint-Augustin Nord-Ouest et la rivière Saint-Augustin. La rivière à Saumon tire sa source à l'embouchure d'un lac non identifié (longueur: 2,9 km; altitude: 408 m) dans le territoire non organisé de Petit-Mécatina. Ce lac difforme fait en longueur est surtout alimenté par quatre décharges de petits lacs. Cette source est située à:
- 157 km au sud-ouest du centre du village de Blanc-Sablon;
- 76,2 km au nord-ouest de l'embouchure de la rivière Saint-Augustin Nord-Ouest;
- 36,0 km au nord-ouest de l'embouchure de la rivière aux Saumons[2].

À partir de sa source, la rivière à Saumon coule sur 51,1 km avec une dénivellation de 289 m, entièrement en zone forestière, selon les segments suivants:
Cours supérieur de la rivière à Saumon (segment de 28,1 km)
- 3,5 km vers le nord, surtout en traversant le lac ? (longueur: 3,2 km; altitude: 399 m) d'abord vers le nord, puis vers l'est, jusqu'à son embouchure;
- 7,9 km vers l'est, notamment en traversant trois lacs: le lac ? (longueur: 1,6 km; altitude: 399 m); le lac ? (longueur: 1,6 km; altitude: 382 m); le lac ? (longueur: 1,0 km; altitude: 342 m), jusqu'à son embouchure.
- 7,8 km vers le sud-est en traversant deux petits lacs; puis en traversant sur 1,0 km vers le sud le lac ? (longueur: 2,0 km; altitude: 328 m), jusqu'à son embouchure. Note: Ce dernier lac ressemble à une tête d'homme au gros nos regard vers l'ouest;
- 8,9 km d'abord vers le sud-est jusqu'à la rive nord du lac ?; puis vers l'est en traversant sur 3,6 km le lac ? (longueur: 4,1 km; altitude: 311 m), jusqu'à son embouchure. Note: ce lac reçoit du côté sud-ouest la décharge d'une dizaine de lacs;

Cours inférieur de la rivière à Saumon (segment de 23,0 km)
- 3,6 km vers l'est en formant une courbe vers le nord pour contourner des montagnes, jusqu'à la l'embouchure d'un lac (venant du sud-est), que le courant traverse sur une centaine de mètres;
- 10,3 km vers le sud-est dans une vallée encaissée, traversant le lac ? (longueur: 3,9 km de forme triangulaire avec une baie au nord-ouest; altitude: 197 m), jusqu'à son embouchure;
- 5,3 km vers le sud, en traversant le lac ? (longueur: 2,5 km; altitude: 170 m), jusqu'à son embouchure. Note: Ce lac reçoit la décharge (venant de l'ouest) d'un ensemble de lacs et la décharge (venant de l'est) d'un ensemble de lacs;
- 3,8 km vers le sud, notamment en traversant en mi-segment le lac ? (longueur: 0,9 km en forme rectangulaire; altitude: 165 m) sur sa pleine longueur, jusqu'à son embouchure. Note: Le lac ? reçoit la décharge (venant de l'ouest) de trois lacs[2].

La rivière à Saumon se déverse sur rive nord du lac Wapustagamau, soit à environ à mi-distance entre la limite sud du Labrador et la rive nord du golfe du Saint-Laurent. Cette confluence est située à:
- 137 km au sud-ouest du centre du village de Blanc-Sablon;
- 42 km au nord-ouest de l'embouchure de la rivière Saint-Augustin Nord-Ouest (soit près du village de Saint-Augustin);
- 56 km au nord-ouest de la rive nord du golfe du Saint-Laurent[2].

À partir de l’embouchure de la rivière à Saumon, le courant traverse le lac Wapustagamau vers l'ouest sur  3,5 km, puis descend le cours de la décharge du lac Wapustagamau sur 10,2 km, le cours de la rivière Saint-Augustin Nord-Ouest vers l'est sur 61,1 km, le cours de la rivière Saint-Augustin vers le sud-est sur 5,4 km, traverse la baie Saint-Augustin vers l'est sur 19,6 km, jusqu'à la rive nord du golfe du Saint-Laurent.

## Toponymie
Le toponyme « rivière à Saumon » a été officialisé le 5 décembre 1968 à la Banque des noms de lieux de la Commission de toponymie du Québec.